# 장즈펑
장즈펑(중국어: 姜至鹏, 1989년 3월 6일 ~ )은 중화인민공화국의 축구 선수이다. 포지션은 수비수이며 현재 중국 슈퍼리그의 우한 싼전에 소속되어 있다.

## 클럽 경력
장즈펑은 2000년 건바오 축구 아카데미에서 축구를 시작했다. 2006시즌을 앞두고 장즈펑은 상하이 상강의 1군팀으로 승격되었다.
2011시즌을 앞두고 장즈펑은 상하이 선신으로 이적했다. 2011년 9월 24일 산둥 루넝과의 경기에서 상하이 선신 이적 이후 첫 골을 기록했다. 2011시즌이 1부리그에서 뛰는 첫 시즌이었음에도 장즈펑은 상하이의 주전 선수로 활약했으며 2011시즌 30경기 2골을 기록했다.
2014시즌을 앞두고 광저우 푸리에 입단했다. 2014년 3월 9일 톈진 터다와의 경기에서 광저우 데뷔전을 치렀다.
2018년 2월 22일 장즈펑은 허베이 화샤 싱푸에 입단했다.

## 국가대표팀 경력
2013년 6월 6일 우즈베키스탄 축구 국가대표팀과의 경기에서 중화인민공화국 축구 국가대표팀에 데뷔했다.
2015년 AFC 아시안컵에 참가하는 중화인민공화국 대표팀 최종 명단에 포함되었다. 장즈펑은 아시안컵에서 8강전까지 모든 경기를 소화했다.

## 수상

### 팀
- 중국 을급리그 우승: 2007

### 개인
- 중국 슈퍼리그 올해의 팀: 2016, 2017